# Плащ і Кинджал (персонажі)
Плащ (англ. Cloak; справжнє ім'я — Тай (Тайрон) Джонсон (англ. Tyrone 'Ty' Johnson)) і Кинджал (англ. Dagger; справжнє ім'я — Тенді Бовен (англ. Tandy Bowen)) — супергеройський дует з коміксів американського видавництва Marvel Comics. Створені письменником Біллом Мантло та художником Едвардом Генніґаном, персонажі вперше з'явилися в Peter Parker, the Spectacular Spider-Man #64 (березень 1982).
Плащ і Кинджал — підлітки, яким вкололи синтетичний героїн, що дав їм подвійну суперсилу — контроль над світлими й темними силами. Кинджал може створювати світлові кинджали та використовувати свою силу для зцілення, в той час, як Плащ може телепортуватися і ставати нематеріальним за допомогою темної сили. Обидві черпають силу з емоцій тих, до кого вони торкаються, Кинджал через надію, а Плащ через страх.
Marvel Television випустила двосезонний однойменний телевізійний серіал у кіновсесвіті Marvel з Обрі Джозефом у ролі Тая Джонсона та Олівією Голт у ролі Тенді Бовен. Крім того, Джозеф і Голт повторили свої ролі в третьому сезоні «Втікачі» після скасування попереднього серіалу.

## Історія публікації
Плащ і Кинджал вигадані письменником Біллом Мантло й художником Едвардом Генніґаном і з'явились уперше в коміксі Peter Parker, the Spectacular Spider-Man #64 (березень 1982). У жовтні 1983 року дует отримав власну серію «Cloak and Dagger».

## Колекційні видання
| Видання                                              | Випуски | Дата          | ISBN                |
| ---------------------------------------------------- | --- | ------------- | ------------------- |
| Cloak & Dagger: Crime and Punishment HC              | Peter Parker, the Spectacular Spider-Man (1976) 64, 69–70, 81–82, 94-96; Marvel Team-Up Annual 6; Marvel Fanfare (1982) 19 | Червень 2012  | ISBN 978-0785161295 |
| Cloak & Dagger: Child of Darkness, Child of Light HC | Cloak & Dagger (1983) #1-4 | Травень 2009  | ISBN 978-0785137832 |
| Cloak & Dagger: Shadows and Light TPB                | Peter Parker, The Spectacular Spider-Man (1976) 64, 69–70, 81–82, 94-96; Cloak & Dagger (1983) #1-4; Marvel Team-Up Annual #6; Marvel Fanfare (1982) #19; New Mutants (1983) #23-25 | Лютий 2017    | ISBN 978-1302904241 |
| Cloak & Dagger: Lost and Found TPB                   | Cloak & Dagger (1985) #1-11; Strange Tales (1987) #1-2 | Березень 2017 | ISBN 978-1302904234 |
| Cloak & Dagger: Runaways and Reversals TPB           | Runaways (2003) #11-12; Runaways (2005) #9-12; Cloak and Dagger (2010) 1-shot; Spider-Island Cloak and Dagger #1-3; Amazing Spider-Man (2015) #6-8; Part of Strange Tales: Dark Corners (1998); Marvel Knights Double Shot #3; Dark X-Men: The Beginning #2; Amazing Spider-Man (1999) #663; Amazing Spider-Man Annual (2016) | Березень 2018 | ISBN 978-1302910587 |
| Cloak & Dagger: Predator and Prey TPB                | Strange Tales (1987) #3-6 (A Stories), #7, #8-19 (A Stories); Marvel Graphic Novel #34 — Cloak & Dagger: Predator and Prey (1988); Marvel Graphic Novel: Cloak & Dagger and Power Pack: Shelter From the Storm (1989); Mutant Misadventures of Cloak & Dagger (1988) #1-4                                                     | Серпень 2018  | ISBN 978-1302913892 |
| Cloak & Dagger: Shades of Gray TPB                   | Cloak and Dagger: Marvel Digital Original — Shades of Gray (2018) #1-3 | Грудень 2018  | ISBN 978-1302911614 |
| Cloak & Dagger: Negative Exposure TPB                | Cloak and Dagger: Marvel Digital Original — Negative Exposure (2019) #1-3 | Квітень 2019  | ISBN 978-1302915100 |
| Cloak & Dagger: Agony and Ecstasy TPB                | Mutant Misadventures of Cloak & Dagger (1988) #5-19; Doctor Strange vol 2 (1974) #78 | Червень 2019  | ISBN 978-1302918811 |